# Пожарово (Польща)
Пожарово (пол. Pożarowo) — село в Польщі, у гміні Вронки Шамотульського повіту Великопольського воєводства.
Населення — 193 особи (2011).
У 1975-1998 роках село належало до Пільського воєводства.

## Демографія
Демографічна структура станом на 31 березня 2011 року:
|          | Загалом | Допрацездатний вік | Працездатний вік | Постпрацездатний вік |
| -------- | ------- | ------------------ | ---------------- | -------------------- |
| Чоловіки | 97      | 23                 | 64               | 10                   |
| Жінки    | 96      | 14                 | 59               | 23                   |
| Разом    | 193     | 37                 | 123              | 33                   |